# The Belle of St. Mark
The Belle of St. Mark is een nummer van de Amerikaanse zangeres Sheila E. uit 1984. Het is de tweede single van haar debuutalbum The Glamorous Life.
"The Belle of St. Mark" is geschreven en gecomponeerd door Sheila E.'s leermeester Prince. Het nummer heeft een tweeslachtig thema, iets wat Prince vaker gebruikte. De tekst gaat over een gevoelig persoon met de meisjesnaam Belle maar ze wordt aangeduid als "hij". Prince woonde vlak bij de St. Mark's Episcopal Cathedral in Minneapolis, wat voor hem de inspiratie was tijdens het schrijven van het nummer. 
De plaat werd een kleine hit in Amerika en bereikte daar de 34e positie in de Billboard Hot 100. In het Nederlandse taalgebied bereikte het nummer een 5e positie in zowel de Nederlandse Top 40 als de Vlaamse Radio 2 Top 30.

## Tracklijst
- 7"

1. "The Belle of St. Mark" – 3:38
2. "Too Sexy" – 5:03

- 12"

1. "The Belle of St. Mark" (dance remix) – 7:43
2. "Too Sexy" – 5:05